# Ferdinand-Alphonse Hamelin
Ferdinand-Alphonse Hamelin (Pont-l'Évêque, 2 settembre 1796 – Parigi, 16 gennaio 1864) è stato un ammiraglio francese.

## Biografia
Si imbarcò nel 1806 come mozzo con lo zio Jacques Félix Emmanuel Hamelin sulla fregata Vénus. La Vénus faceva parte dello squadrone francese dell'oceano Indiano, ed il giovane Hamelin ebbe l'occasione di fare esperienza. Assieme ad un vascello più piccolo catturò nel 1810 la fregata britannica Ceylon, ma poco dopo fu a sua volta catturata dalla Boadica comandata dal commodoro Josias Rowley (1765–1842). Hamelin fu per breve tempo prigioniero di guerra.
Tornò in Francia nel 1811. Alla caduta dell'impero ebbe più fortuna di molti altri ufficiali napoleonici che furono costretti a terra. Nel 1821 divenne tenente, e nel 1823 prese parte alla spedizione francese guidata dal duca di Angoulême in Spagna. Nel 1828 fu nominato capitano della Acton, e fu impegnato fino al 1831 lungo le coste di Algeri, compresa la conquista della città. Il suo primo comando da ufficiale di bandiera fu nel Pacifico, dove nel 1844 mostrò molto tatto durante la disputa con l'Inghilterra relativa alle isole Marchesi.
Fu promosso viceammiraglio nel 1848. Durante la guerra di Crimea navigò nel Mar Nero e cooperò con l'ammiraglio Dundas nel bombardamento di Sebastopoli del 17 ottobre 1854. Le sue relazioni con il collega inglese non furono molto cordiali. Il 7 dicembre 1854 fu promosso ammiraglio. Poco dopo fu richiamato in Francia dove fu nominato ministro della marina.
Ricoprì l'incarico fino al 1860, e si fece notare per le spedizioni in Italia e Cina. Fu ancora più famoso per lo sforzo mostrato nell'adozione delle armature. Il varo della Gloire fu l'esempio dello sforzo profuso nella costruzione di navi corazzate. Quando Napoleone III di Francia fece la prima concessione all'opposizione liberale, l'ammiraglio Hamelin fu uno dei primi a farne le spese. Non ricoprì altri ruoli di comando e morì a Parigi il 16 gennaio 1864.